# فرنتس کروپاچک
فرنتس کروپاچک (مجاری: Ferenc Kropacsek; ۷ سپتامبر ۱۸۹۹ – ۱۹۹۴ (۹۴−۹۵ سال)) بازیکن فوتبال اهل مجارستان بود.
از باشگاه‌هایی که در آن بازی کرده‌است می‌توان به باشگاه فوتبال ام‌تی‌کی بوداپست و باشگاه ورزشی واشاش اشاره کرد.
وی همچنین در تیم ملی فوتبال مجارستان بازی کرده‌است.